# Tuglow River
Tuglow River är ett vattendrag i Australien. Det ligger i kommunen Oberon Shire och delstaten New South Wales, i den sydöstra delen av landet, omkring 110 kilometer väster om delstatshuvudstaden Sydney.